# Husův sbor (Dejvice)
Husův sbor v Dejvicích je objekt bohoslovecké koleje a sídla úřadu patriarchy a zakladatele Církve československé (později Církve československé husitské), dr. Karla Farského. Dům byl postaven v novogotickém slohu v letech 1925–1927, samotný sborový chrám, situovaný ve dvoraně objektu, byl otevřen 19. října 1928.
Stavba vznikla podle návrhu architekta Jiřího Stibrala pod vedením stavitele a architekta Aloise Zimy. Nachází se ve Wuchterlově ulici čp. 523/5 v Praze 6-Dejvicích, čelem do Šabachova parku. V roce 1990 byl objekt zapsán na seznam kulturních památek a je chráněn jako nemovitá památka.

## Historie

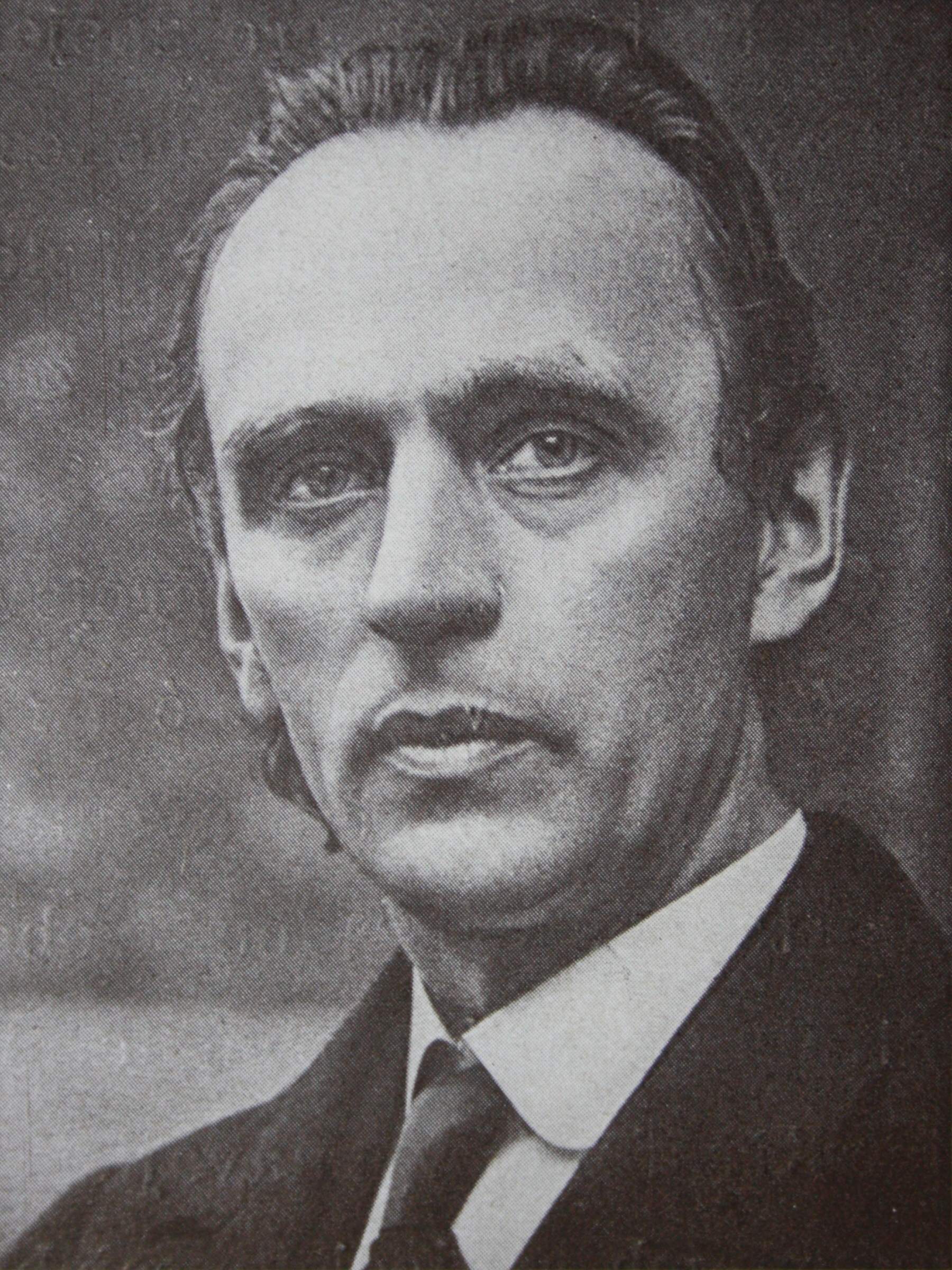
Karel Farský

V době příprav stavby Husova sboru v Dejvicích probíhaly diskuse o změnách liturgického prostoru v protestantských kostelích. Významným způsobem do nich zasáhl i patriarcha Církve československé Karel Farský, který ve snaze přiblížit kněze věřícím navrhl, aby celá liturgická síň tvořila jednotný prostor a kněžiště mělo podobu mírně vyvýšeného a nehlubokého výklenku.

## Architektura

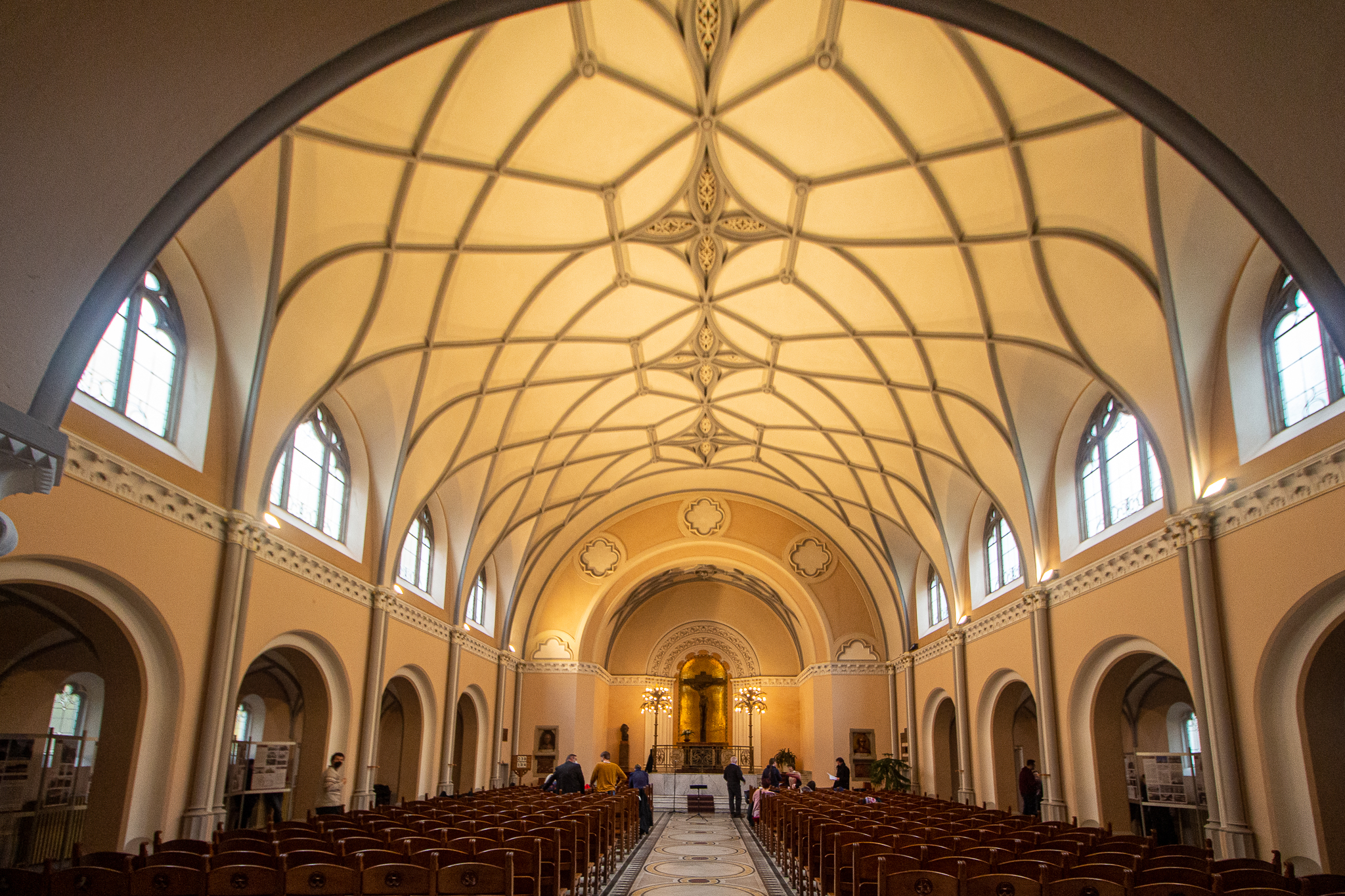
Interiér modlitebny sboru

Ze stavebního hlediska se jedná o desetipodlažní objekt s mírně předsunutou, 42 m vysokou věží, zakončenou jednoduchou střechou ve tvaru jehlanu. Zároveň se jedná o nejkonzervativnější pražskou stavbu 20. let 20. století. Sjednocením prvků různých stavebních slohů v jeden architektonický celek autor návrhu arch. Jiří Stibral vyjádřil snahu Církve československé dovršit národní reformační snahy.
Kromě liturgického prostoru, kolumbária se 600 schránkami, přednáškových sálů, místností bohoslovecké koleje a obytné části, jsou v budově i kanceláře ústředí Církve československé husitské, které zde má své sídlo.

### Exteriér
Novogotická fasáda s pseudorománskými okny je v úrovni druhého podlaží ozdobena sochami Jana Amose Komenského a Petra Chelčického. Nad vchodem do budovy je umístěn reliéf Mistr Jan Hus se loučí s přáteli od akademického sochaře Josefa Kotyzy. Velká pamětní deska na průčelí budovy oznamuje, že zde Karel Farský 12. června 1927 zemřel. Na vrchní části fasády je ve výklenku umístěn symbol husitství, kalich, a pod ním se nacházejí kulaté věžní hodiny. Vrchol střechy je ozdoben symbolem slunce na dlouhé železné tyči.

### Interiér
Jednolodní modlitebna je zaklenuta síťovou gotickou klenbou, inspirovanou klenbou ve Vladislavském sále. Sloupy jsou zakončeny korintskými hlavicemi, známými z křesťanských bazilik v Římě. Dřevěný kříž s Kristem na oltářní mense je dílem sochaře Viléma Amorta. Kovové zábradlí kolem oltáře a dvě kovové palmy (stromy života) s osvětlením po jeho stranách připomínají klášterní kostel Panny Marie v Emauzích, kde byla tato výzdoba zničena při náletu v roce 1945.
Vedle oltáře je umístěna busta mistra Jana Husa, jeden z návrhů sochaře Ladislava Šalouna na Husův pomník na Staroměstském náměstí.
Před lavicemi, po stranách stolu Páně, se nacházejí busty dvou prvních patriarchů Církve československé (husitské), Karla Farského a Adolfa Procházky. Pod nimi jsou ve zdi uloženy urny s jejich popelem.

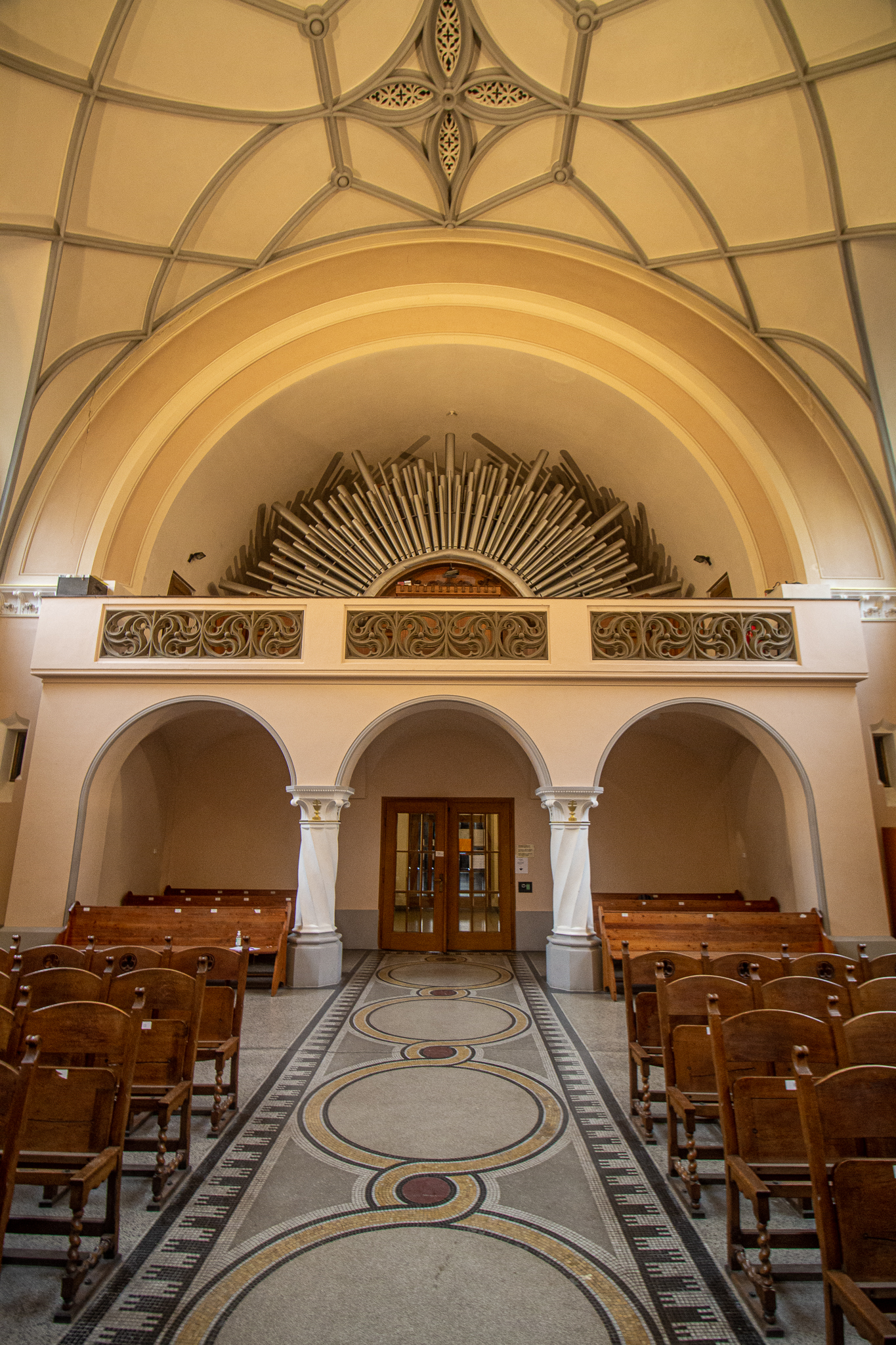
Varhany ve tvaru paprsků slunce

Na kůru jsou umístěny dvoumanuálové varhany s pneumatickou trakturou, vyrobené firmou Tuček z Kutné Hory. Zajímavostí těchto varhan jsou dekorativní (nehrající) prospektové píšťaly, které jsou na návrh autora hudby liturgie Církve československé Josefa Františka Píchy uspořádány do tvaru husitského slunce.
Ve zvonici pod střechou je jeden (nyní nefunkční) zvon.

## Zajímavost
V letech 2007–2008 byl v rámci vybudování podzemních garáží architektonicky ztvárněn a upraven prostor před vstupem do budovy Husova sboru. Jedná se o náměstí mezi ulicemi Wuchterlova a Kafkova, kde podle návrhu autorů z firmy Pata & Frýdecký Architekti, s.r.o. vznikla centrální vodní kaskáda s lávkami a můstky, lemovaná po obou stranách stromy a lavičkami. Kolem kaskády jsou umístěny tři bronzové plastiky koní sochaře Michala Gabriela. Prostor dostal v roce 2018 název Šabachův park.